# 拉法基岩
拉法基岩（英語：Lafarge Rocks）是南極洲的岩石，位於葛拉漢地的特里尼蒂半島，處於卡西島西北面4公里和普賴姆角以西13公里，由法國探險隊發現，現時由南極條約體系管理。